# 妹尾好信
妹尾好信（せのお よしのぶ、1958年 - ）は、日本の国文学者。学位は、博士（文学）（広島大学・論文博士・2007年）（学位論文「平安朝歌物語の研究」）。二松學舍大学特別招聘教授。

## 人物
徳島県生まれ。広島大学大学院文学研究科博士課程単位取得。2007年「平安朝歌物語の研究」で広島大学より博士（文学）の学位を取得。 広島大学文学部助手、大分大学教育学部講師、同助教授、広島大学文学部助教授、2007年准教授を経て、教授。2023年より、二松學舍大学特別招聘教授。 中古文学、歌物語などが専門。稲賀敬二に師事した。

## 著書
- 『平安朝歌物語の研究 大和物語篇』笠間書院, 2000
- 『王朝和歌・日記文学試論』新典社研究叢書 2003
- 『平安朝歌物語の研究 伊勢物語篇・平中物語篇・伊勢集巻頭歌物語篇』笠間書院, 2007
- 『昔男の青春 『伊勢物語』初段～16段の読み方』新典社新書 2009
- 『中世王朝物語表現の探究』笠間書院, 2011
- 『源氏物語読解と享受資料考』新典社研究叢書 2019

### 校注・共編
- 『後撰和歌集標注 岸本由豆流』編著. 和泉書院, 1989
- 『中世王朝物語全集 2 海人の刈藻』校訂・訳注 笠間書院, 1995
- 『中世王朝物語の新研究 物語の変容を考える』辛島正雄共編. 新典社, 2007
- 『伊勢物語の新世界』(知の遺産シリーズ) 渡辺泰宏, 久下裕利共編. 武蔵野書院, 2016

## 論文
- ＜妹尾好信